# Grand-Failly
Grand-Failly is een gemeente in het Franse departement Meurthe-et-Moselle (regio Grand Est) en telt 294 inwoners (1999).
De gemeente maakt deel uit van het arrondissement Briey en sinds begin 2015 van het kanton Mont-Saint-Martin. Daarvoor hoorde het bij het kanton Longuyon in hetzelfde arrondissement.

## Geografie
De oppervlakte van Grand-Failly bedraagt 22,6 km², de bevolkingsdichtheid is 13,0 inwoners per km².
Het plaatsje ligt aan de Othain en de Chiers.

## Demografie
De figuur toont het verloop van het inwonertal (bron: INSEE-tellingen).